# Eiffel (película)
Eiffel es una película de drama romántico franco-alemana de 2021 dirigida por Martin Bourboulon, a partir de un guion escrito por Caroline Bongrand. La película está protagonizada por Romain Duris como Gustave Eiffel, y sigue un romance ficticio entre Eiffel y Adrienne Bourgès, su novia de la infancia, interpretada por Emma Mackey. También está protagonizada por Pierre Deladonchamps en un papel secundario.
Se estrenó el 2 de marzo de 2021 en el Festival de Cine Francés Alliance Française en Australia y fue estrenada en Francia el 13 de octubre de 2021 por Pathé Distribution. La película recibió críticas generalmente positivas y recaudó más de 13 millones de dólares en todo el mundo.
A partir del 11 de marzo de 2022 integra el catálogo de la plataforma de streaming Amazon Prime Video.

## Argumento
Gustave Eiffel, que acababa de terminar la construcción de la Estatua de la Libertad, estaba en la cima de su carrera. El gobierno francés quería que creara algo espectacular para la Exposición Universal de París de 1889, pero a Eiffel solo le interesaba el proyecto del metro. Todo cambió cuando se rencontró con su novia de su juventud. Su relación prohibida le inspira a cambiar el horizonte de París para siempre.

## Reparto
- Romain Duris como Gustave Eiffel
- Emma Mackey como Adrienne Bourgès[10]
- Pierre Deladonchamps como Antoine de Restac
- Armande Boulanger como Claire Eiffel
- Bruno Raffaelli como Sr. Bourgès
- Alexandre Steiger como Jean Compagnon
- Andranic Manet como Adolphe Salles
- Philippe Herisson como Édouard Lockroy
- Stéphane Boucher como Pauwels
- Jérémy Lopez como Maurice Koechlin (acreditado como Jérémy Lopez de la Comédie Française)
- Damien Zanoly como Émile Nouguier
- Sophie Fougère como Sra. Bourgès
- Joseph Rezwin como R. Milligan McLane (acreditado como Joe Rezwin)
- Jérémie Petrus como Edmond
- Hervé Masquelier como un banquero
- Benoît de Gaulejac como un banquero
- Clémence Boué como Sra. Lockroy
- Dominique Pozzetto como aguacil del Ministerio
- Philippe Saïd como miembro del consejo
- Philippe Richardin como miembro del consejo
- David Olivier Fischer como el Presidente de la República
- Frederic Merlo como Georges
- Catherine Giron como Invitada Bourgès 1
- Stéphane Page como Invitado Bourgès 2
- David Grolleau como Paulo
- Christian Loustau como oficial en la inauguración
- Gira Fabien de Chavanes como obrero de fábrica
- Denis Leluc como aguacil del Consejo de París
- Thierry Nenez como Dibujante 1
- David Sevier como Dibujante 2
- Vincent Combe como miembro del Consejo
- Juliette Blanche como amiga de Adrienne

## Producción
El proyecto fue desarrollado inicialmente por Caroline Bongrand en septiembre de 1997. Al presentar sus ideas para el guion a un productor californiano, dijo: «Gustave Eiffel construyó su torre para una mujer a la que amaba con locura y cuyo nombre empezaba por A. ¿Se ha dado cuenta de que la Torre Eiffel tiene forma de A? Es una historia de amor tan bonita. Nadie lo ha contado nunca. La historia, que es totalmente ficticia, parece ser de interés». Se consideró a Liam Neeson para interpretar a Gustave Eiffel, antes de que el proyecto se desarrolle en Francia. Luc Besson estuvo interesado durante un tiempo, y luego Olivier Dahan, que imaginó a Marion Cotillard en el papel de Adrienne. Se habló brevemente de Ridley Scott, pero fue con Martin Bourboulon con quien el proyecto tomó forma. Durante más de 20 años, Caroline Bongrand intentó poner en marcha este proyecto, una aventura que relata en el libro Eiffel et moi, publicado en mayo de 2021.
Con un presupuesto de 23,4 millones de euros, Eiffel es la mayor producción francesa de 2020.

### Rodaje
El rodaje comenzó en agosto de 2019. Luego, se interrumpió durante tres meses en 2020, debido a las medidas sanitarias adoptadas por la pandemia de Covid-19 en Francia, antes de reanudarse en junio de 2020. Tuvo lugar en París, especialmente cerca de la Torre Eiffel y en el estudio Backlot 217, pero también en el departamento de Gironda, cerca del puente de Cubzac construido por Gustave Eiffel en Cubzac-les-Ponts, los departamentos de Alto Loira e Yvelines y en el castillo de Vaugien en Saint-Rémy-lès-Chevreuse.

## Recepción
Peter Debruge de Variety escribió que «No es tanto una película biográfica como una pieza incompleta de ficción histórica, Eiffel se identifica a sí misma como "inspirada libremente en hechos reales", que se traduce aproximadamente como "una tontería inventada"». David Stratton de The Australian escribió que «Soy un hombre con una idea más grande que él mismo", dice Eiffel a los distintos interesados cuando hace su oferta formal para construir la torre. Creo que el director de esta película se tomó muy en serio esa línea, y me alegro de que lo haya hecho». Nesselson de Screen escribió que era «ambicioso, elegantemente decorado y sin disculpas pasado de moda».